# Rhoptria dolosaria
Rhoptria dolosaria là một loài bướm đêm trong họ Geometridae.